# Presa de las Tres Gargantas
La presa de las Tres Gargantas (en chino, 三峡大坝; pinyin, Sānxiá Dàbà) es una planta hidroeléctrica situada en el curso del río Yangtsé en China. Es la planta hidroeléctrica más grande del mundo en extensión y en capacidad instalada. El proyecto en su conjunto, que incluye la presa propiamente dicha, las centrales eléctricas, el transporte, los desvíos y la construcción de otros edificios relacionados, totaliza 27,47 millones de m³ de hormigón, según las cifras oficiales de 2012. La obra ha costado más que cualquier otro proyecto de construcción en la historia, con estimaciones no oficiales de hasta 75 000 millones de dólares.
A su máxima capacidad, la presa retiene el agua a 91 metros sobre el nivel del río. Ello equivale a un peso aproximado de 42 000 millones de toneladas concentradas en una extensión lo suficientemente reducida como para alterar el curso terrestre como si de un terremoto se tratara. Como resultado, según expertos de la NASA, la Tierra ha alterado su rumbo 2 centímetros desde su eje.
La presa, ya sugerida por el máximo dirigente del Partido Comunista de China Mao Zedong en los años 1950, comenzó a construirse en 1993 para responder a la creciente demanda energética del delta del Yangtsé, y también para intentar reducir las inundaciones y crecidas del río. En 2016, China dio por finalizadas las obras de la presa con la puesta en marcha del último detalle de la obra, un ascensor para que los barcos puedan superar el dique.
Los opositores del proyecto han criticado el desplazamiento de cerca de 1,28 millones de personas para su construcción, además del negativo impacto ambiental y la pérdida del patrimonio cultural que ha quedado sumergido bajo las aguas.

## Historia

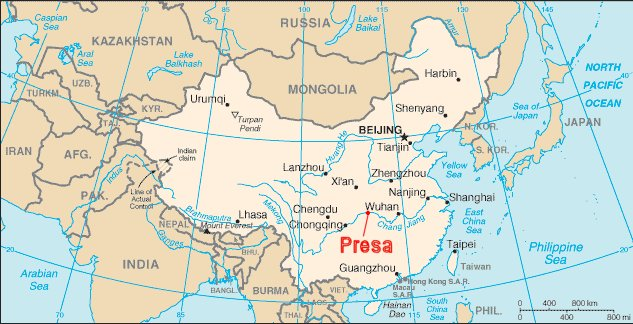
Mapa de la ubicación de la presa de las Tres Gargantas, el río Yangtsé y China.

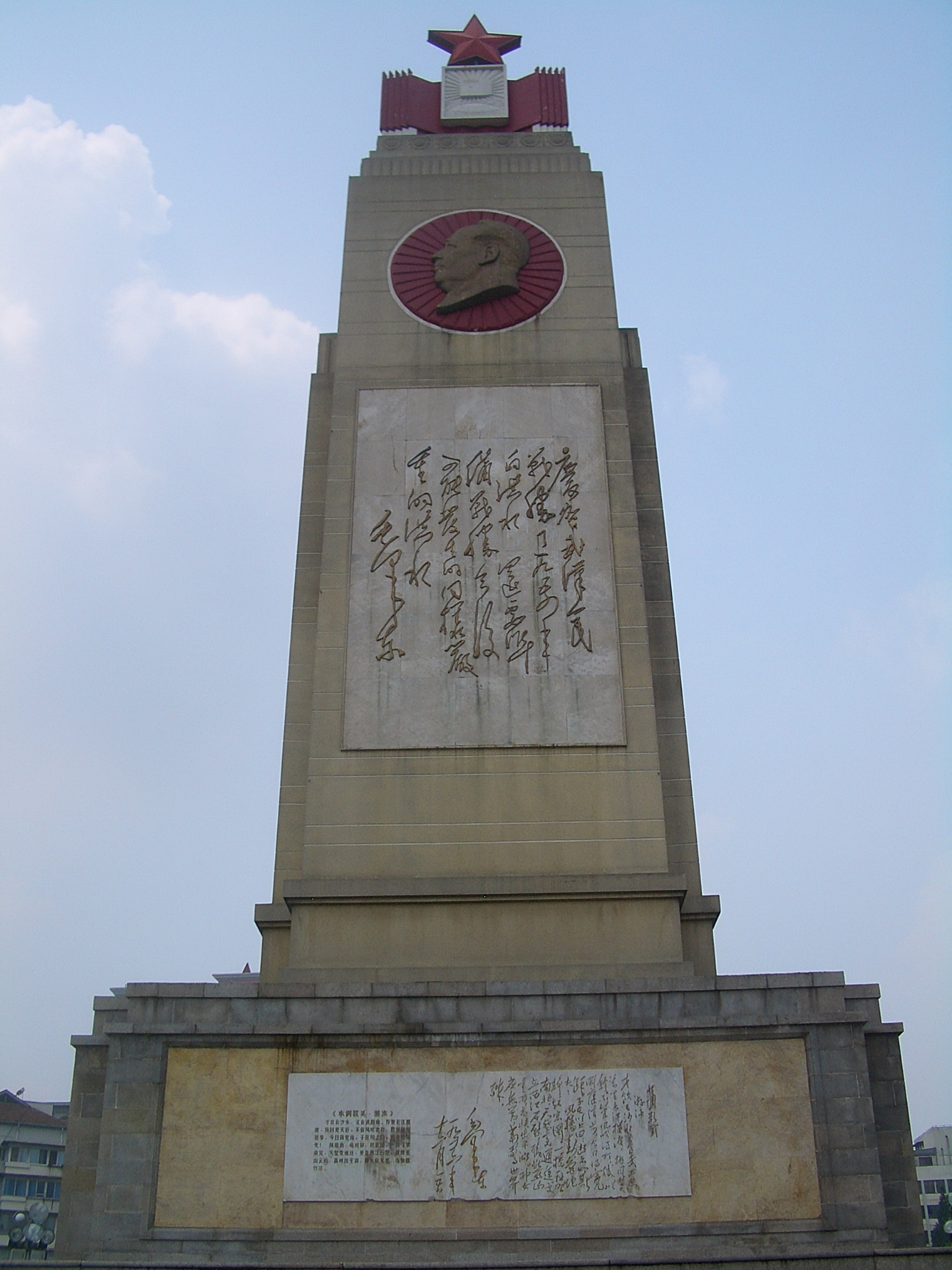
Poema "Nadando" (1956), grabado en el monumento memorial de la inundación de 1954 en Wuhan, Mao Zedong imagina las "paredes de piedra" erigiéndose aguas arriba.

La idea de una gran presa sobre el río Yangtsé fue concebida originalmente por Sun Yat-sen en su libro Desarrollo internacional de China, de 1919. Sun Yat-sen postulaba que se podía hacer un dique capaz de generar 30 millones de caballos de fuerza (22 GW) en el cauce de las Tres Gargantas. El gobierno nacionalista chino, liderado por Chiang Kai-shek, inició los estudios preliminares para llevar a cabo el proyecto en las tres Gargantas en 1932. En 1939, En el transcurso de la Segunda Guerra Sino-japonesa, las fuerzas militares japonesas ocuparon Yichang, examinaron la zona y diseñaron el plan Otani en previsión de una victoria japonesa sobre China. En 1944 John L. Savage, ingeniero jefe de diseño de la Oficina de Reclamación de los Estados Unidos, también inspeccionó la zona y elaboró el "Proyecto del Río Yangtsé" para construir una presa. Fruto de este último informe 54 ingenieros chinos fueron a formarse en los EE. UU.. Según los planes originales el desplazamiento de los barcos se haría a través de un conjunto de grúas que transportarían los barcos entre esclusas situadas en la parte superior e inferior de la represa. En el caso de las embarcaciones más pequeñas, grupos de embarcaciones serían elevadas juntas para aumentar la eficiencia. No se sabe si el objetivo de esta solución era garantizar el ahorro de agua o si los ingenieros pensaron que la altura entre la parte superior y la inferior de la presa era excesiva como para emplear métodos alternativos. Se realizaron varios estudios económicos, tareas de exploración y algún trabajo de diseño, pero el gobierno, en medio de la guerra civil china, paró el proyecto en 1947.
Después de la revolución china de 1949, Mao Zedong apoyó el proyecto, pero comenzó primero el de la presa de Gezhouba, también en Yichang. Esto, junto con los movimientos sociopolíticos conocidos como el Gran Salto Adelante y la Revolución Cultural que generaron problemas económicos, detuvieron momentáneamente el proyecto. Después de las inundaciones de 1954 del río Yangtsé, en 1956, Mao Zedong escribió el poema "Nadando", donde manifiesta su fascinación por hacer una presa en el río Yangtsé. En 1958, después de la Campaña de las Cien Flores, algunos de los ingenieros que se pronunciaron en contra del proyecto fueron encarcelados.
Durante la década de 1980, la idea de una presa volvió a ponerse sobre la mesa. La Asamblea Popular Nacional de China aprobó la construcción en 1992 por medio de una votación. De los 2633 delegados 1767 votaron a favor, 177 votaron en contra, 664  se abstuvieron y 25 delegados no votaron.
La construcción de la presa empezó el 14 de diciembre de 1994.  Se esperaba que la presa estuviera plenamente operativa para el año 2009, lo que no fue posible debido a los retrasos en algunos proyectos parciales. Una de estas obras fue la central eléctrica subterránea con seis generadores adicionales, que retrasó la operación plena de la presa hasta mayo de 2012.
Finalmente, el 6 de noviembre de 2002 se consiguió cerrar el curso del río y en 2003 empezó a operar el primer grupo de generadores. A partir de 2004 se empezaron a instalar 4 grupos de generadores cada año, hasta completar la totalidad de la obra. El 21 de mayo de 2006 se acabó de construir la pared de la presa. Cerca de 1,24 millones de personas fueron realojadas por el gobierno, principalmente en los nuevos y modernos barrios de la ciudad de Chongquing. El 6 de junio de 2006 se derribó el último muro de contención de la presa, con explosivos suficientes para derribar 400 edificios de 10 plantas. Tardó 12 segundos en caer. El ascensor de barcos se completó en 2015. A finales de 2008 la presa había elevado el nivel de agua en la reserva a 172,5 m sobre el nivel del mar, y al máximo de 175 m en octubre de 2010. La presa propiamente dicha se terminó oficialmente el 20 de mayo de 2006, nueve meses antes de lo previsto. Hasta la fecha habrían trabajado unas 27 000 personas en el proyecto, desplazando más de 100 millones de m³ de tierra.
La construcción de la presa de Yangtsé se cobró varias víctimas mortales. La cifra oficial de obreros muertos durante las obras ronda las centenas, pero en la vecina ciudad de Yichang la cifra que se considera popularmente válida es de 1500 obreros difuntos. La profesora de la  universidad de Harvard Deirdre Chetham, experta en estudios asiáticos, advierte en su libro Before the deluge que las pésimas condiciones en la que trabajaron los obreros podría afectar la calidad y la seguridad futura de la presa. Según Chetham los precedentes son alarmantes, puesto que de las 80 000 presas construidas en los primeros 40 años de la República Popular de China, se han hundido en promedio más de un centenar anualmente.

## Zona

### Río
El río Yangtsé se forma por la unión de diversas e importantes cabeceras, la principal de las cuales es científicamente la del río Yangtsé. La cabecera occidental es la del río Jinsha, que a la vez continúa aguas arriba como río Tongtian y después como río Tuotu. A partir de la ciudad de Yibin se unen los ríos Jinsha y el río Min —la cabecera septentrional del Yangtsé— y el río adopta ya definitivamente el nombre de Yangtsé. El mismo Yangtsé se ha dividido tradicionalmente en tres tramos: el curso superior, que se considera la sección que va desde Yibin a la ciudad de Yichang; el curso mediano, el que se corresponde en la sección entre Yichang y el condado de Hukou, donde el río se encuentra con el lago Poyang; y el curso inferior, el tramo que va desde Hukou a Shanghái, la desembocadura al mar.

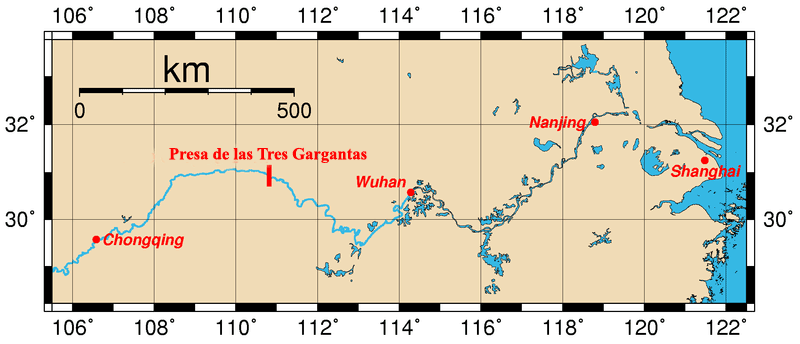
Mapa de la ubicación de la presa de las Tres Gargantas y las ciudades más importantes a lo largo del río Yangtsé.

### Tres Gargantas
| Garganta           | Chino  | Longitud (km) | Alcance                                 |
| ------------------ | ------ | ------------- | --------------------------------------- |
| Garganta de Qutang | 瞿塘峡 | 8             | desde Baidicheng (Fengjie) a Daxi       |
| Garganta de Wu     | 巫峡   | 45            | desde Wushan a Guandukou (Badong)       |
| Garganta de Xiling | 西陵峡 | 66            | desde Zigui al paso de Nanjin (Yichang) |

La zona de las Tres Gargantas son descritas a continuación:
Garganta de Qutang
La Garganta de Qutang (en chino: 瞿塘峡) cuenta con 8 km, que la convierte en la primera y la más corta de las tres. Aguas abajo de la aldea de Baidicheng (en chino: 白帝城) (zona de Fengjie) el río Yangtsé fluye entre el Chijia el norte y el Baiyan (en chino: 白盐山) al sur. De este punto se dice Kuimen (en chino: 夔门) y llega al Qutang. La garganta de Qutang forma 8 km de largo y es la más pequeña de las tres gargantas. El punto más ancho sólo llega a los 150 m. Las montañas a ambos lados son hasta 1200 m de altitud. La garganta de Qutang se refiere a menudo bajo estas características excepcionales como la más bella de las tres gargantas.
Las fuertes corrientes, calados con bancos de arena del río por los cañones ya fueron descritas en la era Song (960-1279) por el poeta Su Dongpo en "mil océanos, fluyen en una taza".
En uno de los riscos hay cortada una serie de orificios rectangulares que forman la llamada Escalera de Meng-Liang (en chino: 孟良梯). La escalera trae a una plataforma sobre los acantilados de mediana altura, donde según la leyenda, el general Song Yang Jiye fue asesinado por traidores.
Garganta de Wu
La garganta de Wu (en chino: 巫峽) empieza a la boca del río Daning, en la zona de Wushan y tiene una longitud de 44 km. Según la mitología china un dragón de río sometió a la Diosa Yao Ji y sus once hermanas, que fueron congeladas en las montañas, pero guiaron a los barcos con sabiduría para mantener la seguridad aguas abajo.
En el camino hay una inscripción a la roca que dice "los picos de Wuxias crecen más y más alto", realizada por los navegantes en circulación durante la época de los Tres Reinos (220–280 después de Cristo), atribuido a Zhuge Liang.
Garganta de Xiling

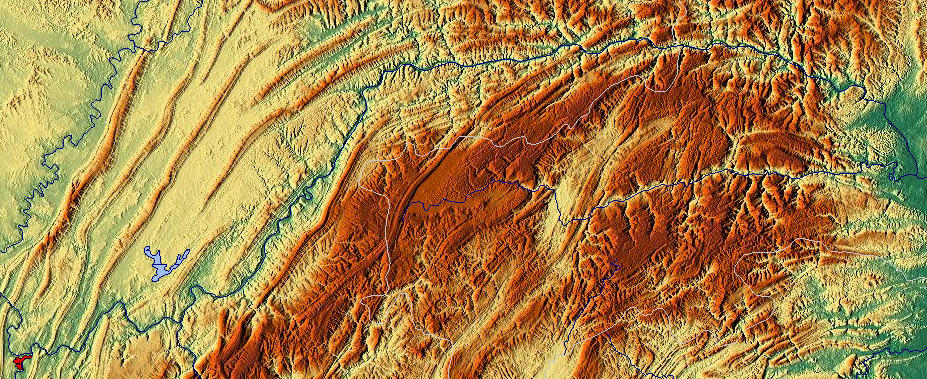
Mapa de las Tres Gargantas.

La garganta de Xiling (en chino: 西陵峽) tiene una longitud de 66 km y es la más oriental de las gargantas. Se encuentra entre Xiangxi en la zona de Zigui y Yichang. En el punto más estrechado tiene una anchura de 80 m.
Los viajeros procedentes de Occidente, en este tramo del río, en los alrededores del XIX, informaron de bancos de arena que surgieron como barreras del río, a salto de mata peligrosos y rocas que amenazan, de forma que los barcos de contrabandistas tenían que mantenerse con cañas de bambú fritas. Hoy en día, el paso se ha reestructurado de acuerdo con el tráfico marítimo para hacerlo transitable y con seguridad.

## Composición y dimensiones
Hecho de hormigón y acero, la presa tiene 2335 m de largo y el coronamiento de la presa es a 185 metros sobre el nivel del mar. La obra utilizó 27,2 millones de metros cúbicos de hormigón (principalmente por la pared de la presa), 463 000 toneladas de acero (suficiente para construir 63 Torres Eiffel) y se trasladaron unos 102,6 millones metros cúbicos de tierra. La pared de la presa de hormigón es de 181 m por encima de la base de la roca.
Cuando el nivel de agua está en su máximo de 175 m sobre el nivel del mar, que es 110 m más alto que el nivel del río aguas abajo, el embalse se encuentra alrededor de la media de 660 kilómetros de longitud y 1,12 kilómetros de ancho. Contiene 39,3 km³ de agua y tiene una superficie total de 1045 kilómetros cuadrados. Al acabar, el depósito inunda una área total de 632 kilómetros cuadrados de tierra, en comparación con los 1350 kilómetros cuadrados del embalse creado por la presa de Itaipú.

## Impacto económico
El gobierno estimó que el proyecto de la presa de las Tres Gargantas costaría 180 000 millones de yuanes (22,5 mil millones de dólares). A finales de 2008, se había llegado al gasto de 148 365 millardos de yuanes, entre los cuales 64 613 millardos de yuán se gastaron en la construcción, 68 557 millardos de yuanes con la reubicación de los residentes afectados, y 15 195 millardos de yuanes en la financiación. Se estima que el coste de construcción se recuperará cuando la presa haya generado 1000 terawatt-horas (3600 PJ) de electricidad, produciendo 250 000 millones de yuanes. Se espera una recuperación total de los costes que se produzca en diez años después de que la presa empiece el funcionamiento.
Las fuentes de financiación son el Fondo de Construcción de la Presa de las Tres Gargantas, los beneficios de la Presa Gezhouba, el préstamo del China Development Bank, los préstamos de los bancos comerciales nacionales y extranjeros, bonos corporativos, y los ingresos antes y después de la presa en pleno funcionamiento. Los suplementos se evaluaron de la siguiente manera: Cada provincia que recibe energía desde la presa de las Tres Gargantas tienen que pagar ¥7,00 por cada MWh extra. Otras provincias tuvieron que pagar un cargo adicional de ¥4,00 por MWh. El Tíbet no paga ningún suplemento.

## Generación de energía y distribución

### Capacidad generativa

La producción de electricidad en la China por fuente. Compare: La presa de las Tres Gargantas finalizada aporta unos 100 TWh de generación por año.
termofósil
hidroeléctrica
nuclear

La generación de energía es dirigida por la China Yangtze Power, una filial cotizada de China Three Gorges Corporation (CTGC) —una empresa centralizada pública administrada por la SASAC—. La presa de las Tres Gargantas es la central hidroeléctrica más grande en capacidad del mundo con 34 generadores: 32 generadores principales, cada uno con una capacidad de 700 MW, y dos generadores de energía de la planta, cada uno con la capacidad de 50 MW, llegando una capacidad total de 22 500 MW. Entre los 32 generadores principales, 14 están instalados en el lado norte de la presa, 12 al lado sur, y los seis restantes de la planta de energía subterránea en la sierra sur de la presa. La generación de electricidad esperada anual será de más de 100 TWh.

### Generadores
Los generadores principales pesan sobre las 6000 toneladas cada uno y están diseñados para producir más de 700 MW de energía. La carga hidráulica de diseño del generador es de 80,6 metros. El caudal al generador varía entre 600–950 metros cúbicos por segundo dependiente del nivel del agua. Cuanto más alto sea el nivel, menos cantidad de agua es necesaria para llegar a la máxima potencia. Las Tres Gargantas utilizan turbinas Francis. El diámetro de la turbina es de 9,7/10,4 m (diseño VGS/diseño Alstom) y una velocidad de rotación de 75 revoluciones por minuto. La potencia nominal es de 778 MVA, con un máximo de 840 MVA y un factor de potencia de 0,9. El generador produce energía eléctrica a 20 kV. El diámetro exterior del estator del generador es de 21,4/20,9 m. El diámetro interior es de 18,5/18,8 m. El estator, el mayor de su tipo, es de 3,1/3 m en altura. La carga sobre el apoyo es en unas 5050-5500 toneladas. La eficiencia mediana es de más del 94 %, y llega al 96,5 %.

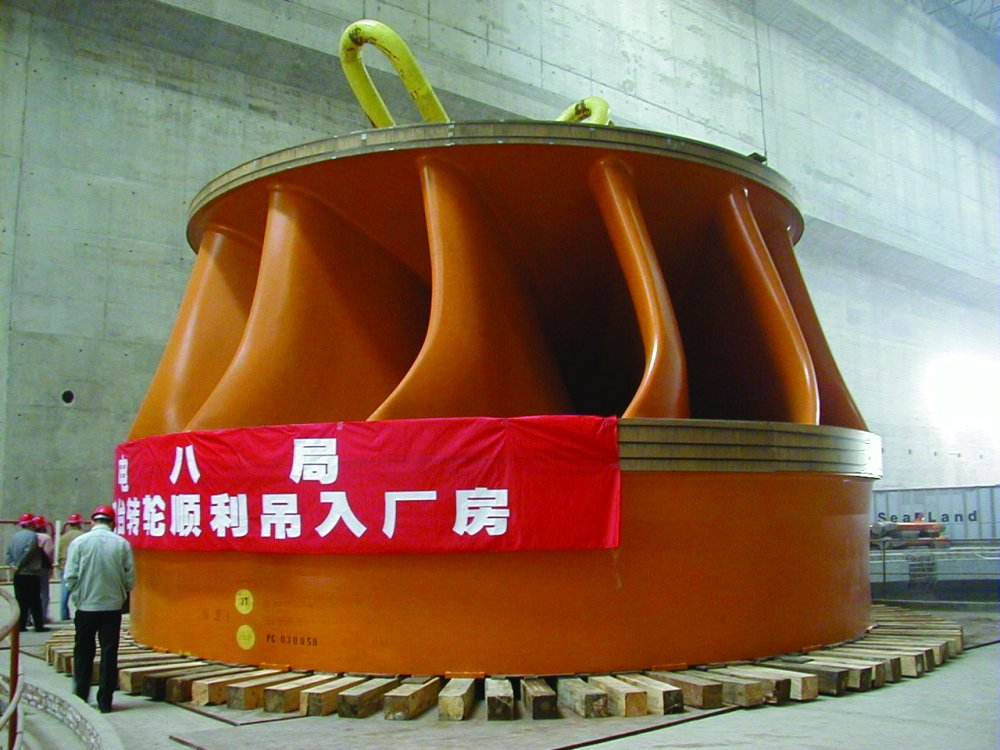
Turbina Francis de la presa de las Tres Gargantas.

Los generadores son fabricados por dos empresas conjuntas y algunas se pueden incluir Alstom, ABB Group, Kvaerner, y la empresa china Haerbin Motor. Otros incluyen Voith, General Electric, Siemens (abreviado como VGS), y la empresa china Oriental Motor. El acuerdo de transferencia de tecnología se firmó junto con el contrato. La mayoría de los generadores son refrigerados por agua. Algunos modelos nuevos son refrigerados por aire, que son más simples en el diseño y fabricación, y son más fáciles de mantener.

### Progreso de la instalación de los generadores
Los 14 generadores principales del lado norte están en funcionamiento. El primero (n.º 2) inició su funcionamiento el 10 de julio de 2003. El lado norte estuvo completamente operacional el 7 de septiembre de 2005 con la implementación del generador n.º 9. La potencia total (9 800 MW) no llegó hasta el 18 de octubre de 2006 después de que el nivel del agua llegó a los 156 m.
Los 12 generadores principales del lado sur también están en operación. El n.º 22 empezó su funcionamiento el 11 de junio de 2007 y el n.º 15 empezó el 30 de octubre de 2008. El sexto (n.º 17) empezó su operativa el 18 de diciembre de 2007 y la capacidad de generación de las Tres Gargantas aumentó hasta 14,1 GW, superior a la de Itaipú (14,0 GW), con el cual aconteció la planta hidroeléctrica más grande del mundo por capacidad.
Los seis generadores principales subterráneos también están en operación desde el 23 de mayo de 2012, cuando el último generador principal, el n.º 27, finalizó las pruebas finales y la capacidad aumentó a 22,5 GW. Después de 9 años de construcción, instalación y pruebas, la planta de energía es ahora totalmente operacional.

### Hitos de salida
| Año  | Número de unidades instaladas | TWh    |        |
| ---- | ----------------------------- | ------ | ------ |
| 2003 | 6                             | 8,607  |        |
| 2004 | 11                            | 39,155 |        |
| 2005 | 14                            | 49,090 |        |
| 2006 | 14                            | 49,250 |        |
| 2007 | 21                            | 61,600 |        |
| 2008 | 26                            | 80,812 | [ 48 ] |
| 2009 | 26                            | 79,470 | [ 49 ] |
| 2010 | 26                            | 84,370 | [ 50 ] |
| 2011 | 29                            | 78,290 | [ 51 ] |
| 2012 | 32                            | 98,100 | [ 52 ] |
| 2013 | 32                            | 83,270 | [ 53 ] |
| 2014 | 32                            | 98,800 | [ 54 ] |
| 2015 | 32                            | 87,000 | [ 55 ] |
| 2016 | 32                            | 93,500 | [ 56 ] |
| 2017 | 32                            | 97,600 | [ 57 ] |
| 2018 | 32                            | >100   | [ 58 ] |

El 16 de agosto de 2011, la planta generó 500 TWh de electricidad. El julio de 2008 generó 10,3 TWh de electricidad, su primer mes por encima de los 10 TWh. El 30 de junio de 2009, después de que el caudal del río aumentó además de 24 000 m³, los 28 generadores fueron activados, produciendo sólo 16 100 MW porque la carga disponible durante la temporada de inundaciones era insuficiente. Durante la inundación de agosto del 2009, la planta consiguió su primera producción máxima durante un corto periodo.
Durante noviembre a la temporada seca de mayo, la potencia de salida estuvo limitada por el caudal del río, como se ve en el diagrama a la derecha. Cuando hay suficiente caudal, la potencia de salida está limitada por la capacidad de generación de la planta. Se calcularon las curvas de máxima energía de salida en base al caudal mediano en el lugar de la presa, suponiendo que el nivel del agua es 175 m y la eficiencia sucia de la planta es del 90,15 %. La potencia de salida real del 2008 se obtuvo sobre la base de la electricidad mensual que se envió a la red.
La presa de las Tres Gargantas llegó a su nivel máximo de agua por diseño del embalse de 175 m por primera vez el 26 de octubre de 2010, cumpliendo con la capacidad de generación de energía anual prevista de 84,7 TWh. En 2012, las 32 unidades de generación obtuvieron un récord de 98,1 TWh de electricidad, que representa el 14 % del total de generación de electricidad de la China en sistema hidráulico.

### Distribución

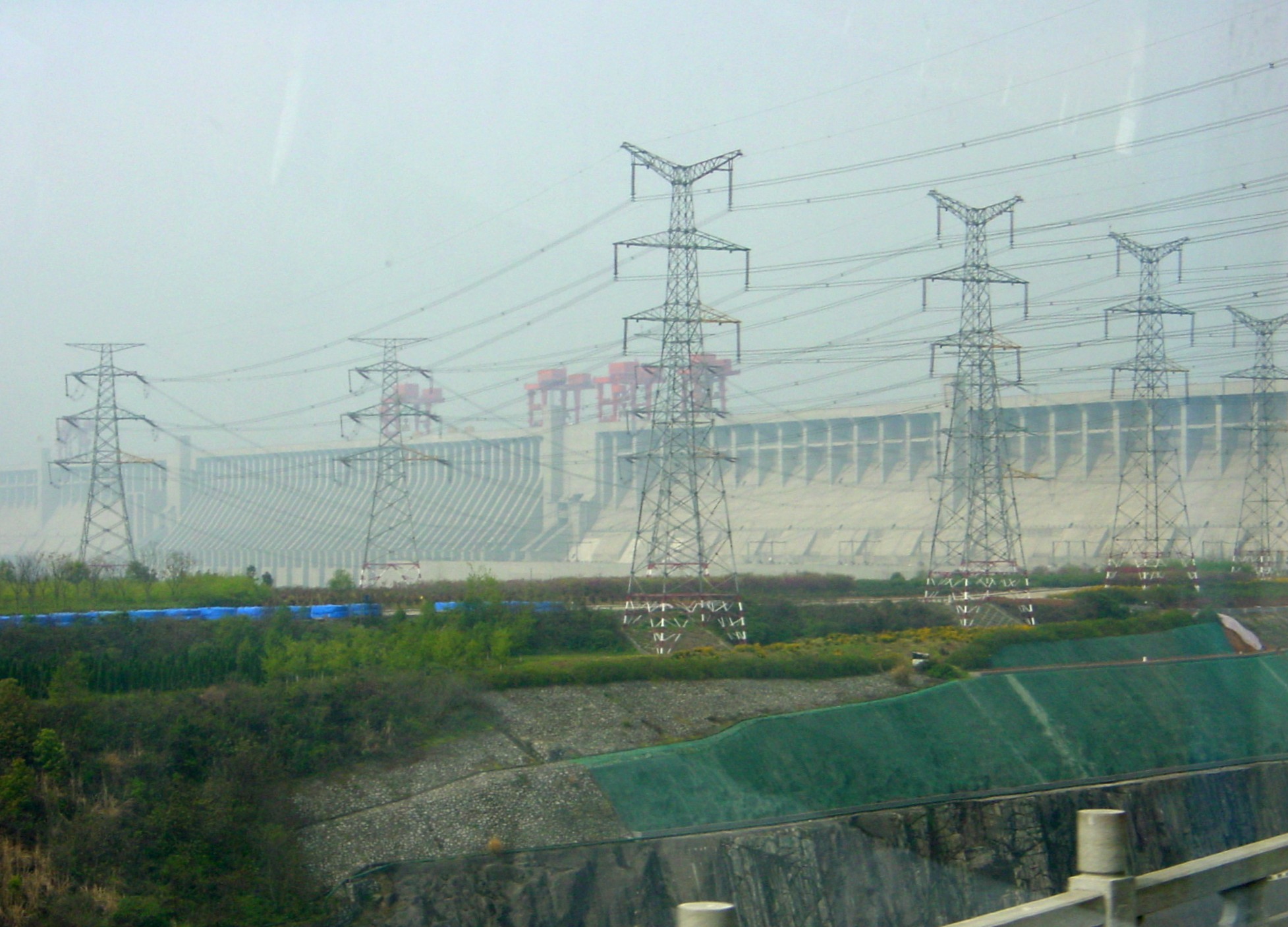
Torres eléctricas de triple piso de la presa de las Tres Gargantas.

State Grid Corporation y China Southern Power Grid pagaron una tarifa fija de ¥250 por MWh (US$35,7) hasta el 2 de julio de 2008. Desde entonces, el precio ha variado por provincia, desde ¥228,7–401,8 por MWh. Los clientes que pagan más tienen prioridad, como el caso de Shanghái. Nueve provincias y dos ciudades consumen energía de la presa.
La distribución de energía y los costes de infraestructura de transmisión rondan los 34,387 billones de yuanes. La construcción finalizó en diciembre de 2007, un año antes de lo previsto.
La potencia se distribuye en múltiples líneas de transmisión de 500 kilovoltios (kV). Tres líneas de corriente continua (CC) al East China Grid transportan 7200 MW: Three Gorges – Shanghai (3000 MW), HVDC Three Gorges – Changzhou (3000 MW), y HVDC Gezhouba – Shanghai (1200 MW). Las líneas de corriente alterna (CA) al Central China Grid tienen una capacidad total de 12 000 MW. La línea de transmisión de corriente continua HVDC Three Gorges – Guangdong al South China Grid tiene una capacidad de 3000 MW.
Se previó que la presa proporcionaría el 10 % de la energía de la China. No obstante, la demanda de electricidad se ha incrementado con más rapidez de la que se proyectó. Incluso plenamente operativa, de media, apoyó sólo cerca del 1,7 % de la demanda de electricidad en China en 2011, cuando la demanda de electricidad del país llegó a 4692,8 TWh.

## Impacto ambiental

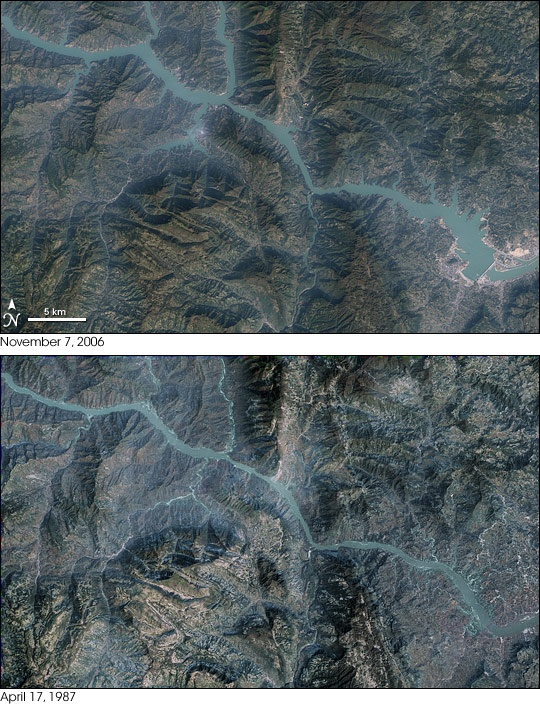
Mapa de satélite mostrando las zonas inundadas por el embalse de las Tres Gargantas. Compare el 7 de noviembre de 2006 (arriba) con el 17 de abril de 1987 (abajo).

### Emisiones
De acuerdo con la Comisión Nacional de Desarrollo y Reforma de la China, 366 gramos de carbón produce 1 kWh de electricidad durante el 2006. En plena potencia, la presa de Las Tres Gargantas reduce el consumo de carbón en 31 millones de toneladas por año, evitando 100 millones de toneladas de las emisiones de gases con efecto invernadero, millones de toneladas de polvo, un millón de toneladas de dióxido de azufre, 370 000 toneladas de monóxido de nitrógeno, 10 000 toneladas de monóxido de carbono, y una cantidad significativa de mercurio. La hidroeléctrica ahorra la energía necesaria para extraer, lavar y transportar el carbón desde el norte de la China.
De 2003 al 2007, la producción de energía igualó la de 84 millones de toneladas del carbón estándar, reduciendo el dióxido de carbono en 190 millones de toneladas, el dióxido de azufre en 2,29 millones de toneladas, y óxidos de nitrógeno en 980 000 toneladas.
La presa aumentó por seis la capacidad de las barcazas del Yangtsé, reduciendo las emisiones de dióxido de carbono en 630 000 toneladas. De 2004 a 2007 un total de 198 millones de toneladas de bienes pasaron a través de las esclusas de los barcos. En comparación con el uso de camiones, las barcazas reducen las emisiones de dióxido de carbono en diez millones de toneladas y los costes en un 25 %.

### Erosión y sedimentación
Hay dos peligros que se identifican con la presa. Uno es que las proyecciones de sedimentación no están registradas, y la otra es que la presa está situada encima de una falla sísmica. En los niveles actuales, el 80 % de las tierras de la zona está experimentando erosión, depositando unos 40 millones de toneladas anuales de sedimentos en el Yangtsé. Cómo que el caudal es más lento sobre la presa, gran parte de este sedimento se deposita en vez de fluir aguas abajo, el que limita el desplazamiento de sedimentos más allá.
La ausencia de limo aguas abajo tiene tres efectos:
- Algunos hidrólogos creen que las riberas aguas abajo serán más vulnerables a las inundaciones.[79]
- Shanghái, a más de 1600 km de distancia, se apoya sobre una llanura sedimentaria masiva. "La llegada del limo fortalece la cama sobre la que repone Shanghai... con una menor llegada de sedimentos crece la vulnerabilidad a inundaciones en la ciudad china más grande...".[80]
- La acumulación de sedimento béntico causa daños biológicos y reduce la biodiversidad acuática.[81]

### Terremotos y corrimientos
La erosión al embalse, inducido por la subida de las aguas, causa frecuentes corrimientos que provocan perturbaciones perceptibles a la superficie del embalse. Por ejemplo el mayo de 2009 entre 20 000 y 50 000 metros cúbicos de material se sumergió en la Garganta inundada de Wuxia del río Wu. Durante los primeros cuatro meses del 2010 se observaron 97 corrimientos importantes. También, los terremotos de gran importancia afectan la Tierra, así como el suyo eje giratorio. Para hacer una comparación sobre la demasiada que se desplaza como resultado del terremoto, científicos de la NASA lo comparan con la presa china. En su máxima capacidad, se correspondería en 40 kilómetros cúbicos de agua. Este cambio de la densidad, aumentaría la duración del día en 0,06 microsegundos y hacer que la Tierra sea ligeramente más redonda al centro y llana en la parte superior. Esto haría cambiar la posición del polo alrededor de dos centímetros.

### Gestión de residuos

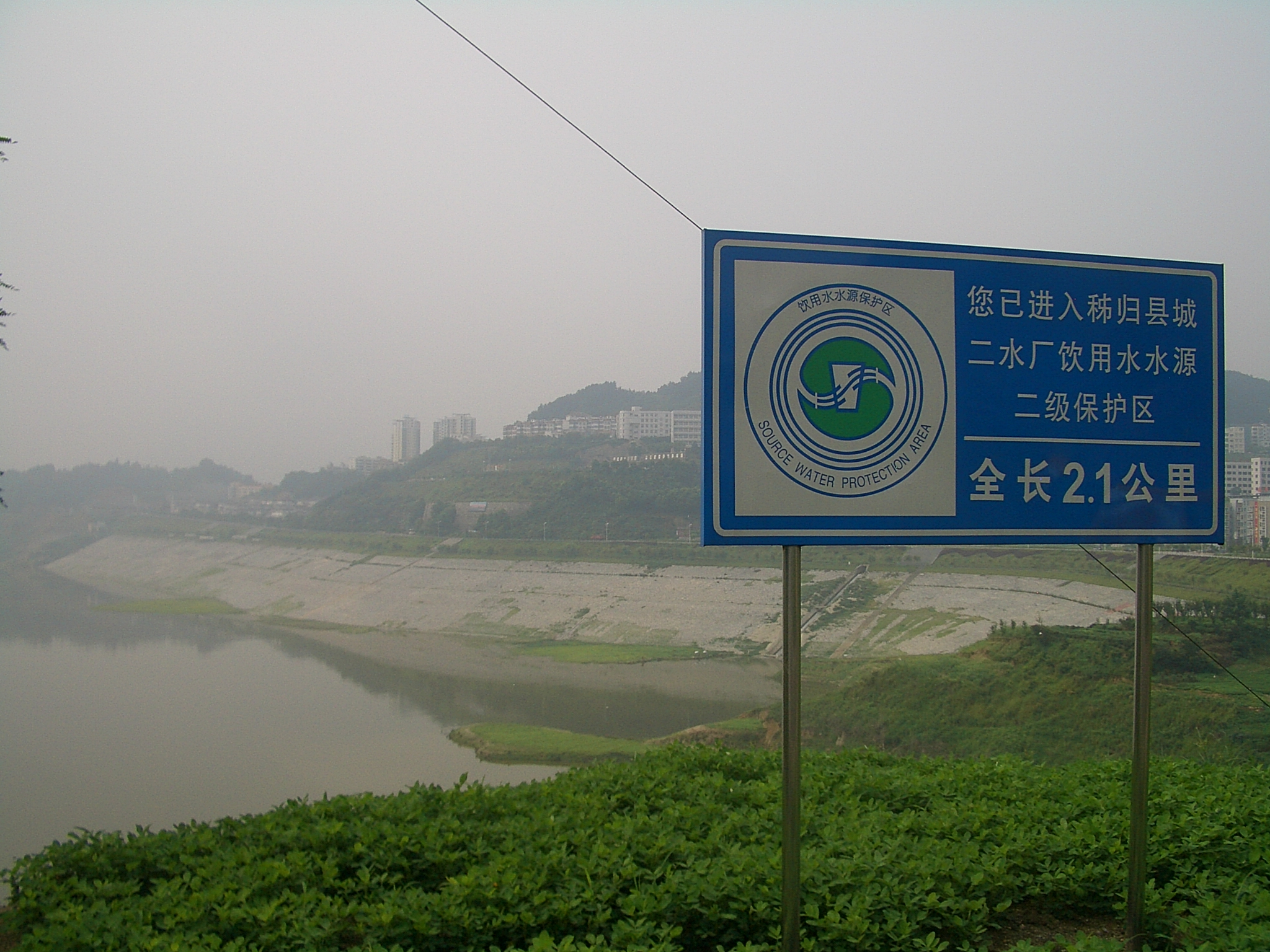
El acuífero protegido del Condado de Zigui en la ciudad de Maoping, Hubei, a pocos kilómetros aguas arriba de la presa.

La presa ha mejorado el tratamiento de las aguas residuales de río arriba alrededor de Chongqing y sus áreas suburbanas. De acuerdo con el Ministerio de Protección del Medio ambiente, a partir de abril de 2007 más de 50 nuevas plantas pueden tratar 1,84 millones toneladas por día, 65 % de las necesidades totales. Unas 32 se añadieron en vertederos, que pueden manejar 7664,5 toneladas de los residuos sólidos cada día. Alrededor del billón de toneladas de aguas residuales se liberan anualmente al río, Esto genera agua estancada, contaminada y turbia.

### Zona forestal
El área de las Tres Gargantas tiene actualmente un 10 % de forestación de bosques, una cifra que se situaba por debajo del 20 % en la década de 1950. Una investigación de la FAO sugiere que la región Asia-Pacífico, en términos generales, aumentó el bosque en aproximadamente en 6000 km cuadrados en 2008. Este es un cambio de tendencia teniendo en cuenta la pérdida limpia en 13 000 kilómetros cuadrados de bosques cada año durante la década de 1990. El esfuerzo de reforestación de la China empezó después de las graves inundaciones del 1998, el que convenció el gobierno de restaurar la cubierta forestal, especialmente a la cuenca del Yangtsé aguas arriba de la presa de las Tres Gargantas.

### Fauna salvaje

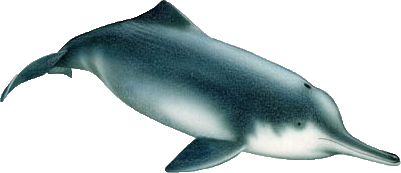
El delfín de río chino está en peligro de extinción grave, como también se ven afectadas otras especies autóctonas.

Las consecuencias ambientales en el lugar han sido devastadoras. La preocupación por el impacto potencial de la vida silvestre de la presa es anterior a la aprobación de la Asamblea Popular Nacional de China del 1992. Esta región ha sido conocida por su rica biodiversidad. Es el hogar de 6 388 especies de plantas, que pertenecen a 238 familias y 1508 géneros. De estas especies de plantas, el 57 por ciento están en peligro de extinción. Estas especies raras también se utilizan como ingredientes en la medicina tradicional china. El porcentaje de superficie forestal a la región que rodea la presa de las Tres Gargantas se ha reducido de un veinte por ciento en 1950 a menos del diez por ciento a partir del 2002, que afecta negativamente a todas las especies de plantas en esta zona. La región también proporciona un hábitat para centenares de especies de agua dulce y animales terrestres. Los peces de agua dulce se ven especialmente afectados por las presas debido a los cambios en la temperatura del agua y el régimen de caudal. Otros muchos pescados se ven perjudicados en las aspas de las turbinas de las centrales hidroeléctricas. Esto es particularmente perjudicial para el ecosistema de la región debido al hecho que la cuenca del río Yangtsé contiene 361 especies diferentes de pescados y representa el veintisiete por ciento de todas las especies de pescados de agua dulce en peligro de extinción en la China. Hay otras especies acuáticas que están en peligro de extinción por la presa, en particular el baiji, o el delfín de río chino, una especie endémica del río Yangtsé, que llevaba en peligro crítico de extinción desde hacía décadas. La construcción de esta presa ha llevado al límite las condiciones que esta especie de delfín podía soportar, y finalmente, en 2008, tras haberse realizado exhaustivas búsquedas, el baiji fue declarado oficialmente extinto.
De las 3000 a las 4000 grullas siberianas restantes críticamente en peligro, un gran número pasaban el invierno en los humedales que fueron destruidos por la presa de las Tres Gargantas. La presa contribuye a la extinción funcional del delfín del río Yangtsé o baiji. Aunque estaba cerca de este nivel, incluso en el inicio de la construcción, la presa redujo más su hábitat y aumentó los viajes de barcos, que se encuentran entre los factores que causan la que será su desaparición definitiva. Además, las poblaciones del esturión del Yangtsé se garantiza que están "afectados negativamente" por la presa.

## Inundaciones, agricultura e industria

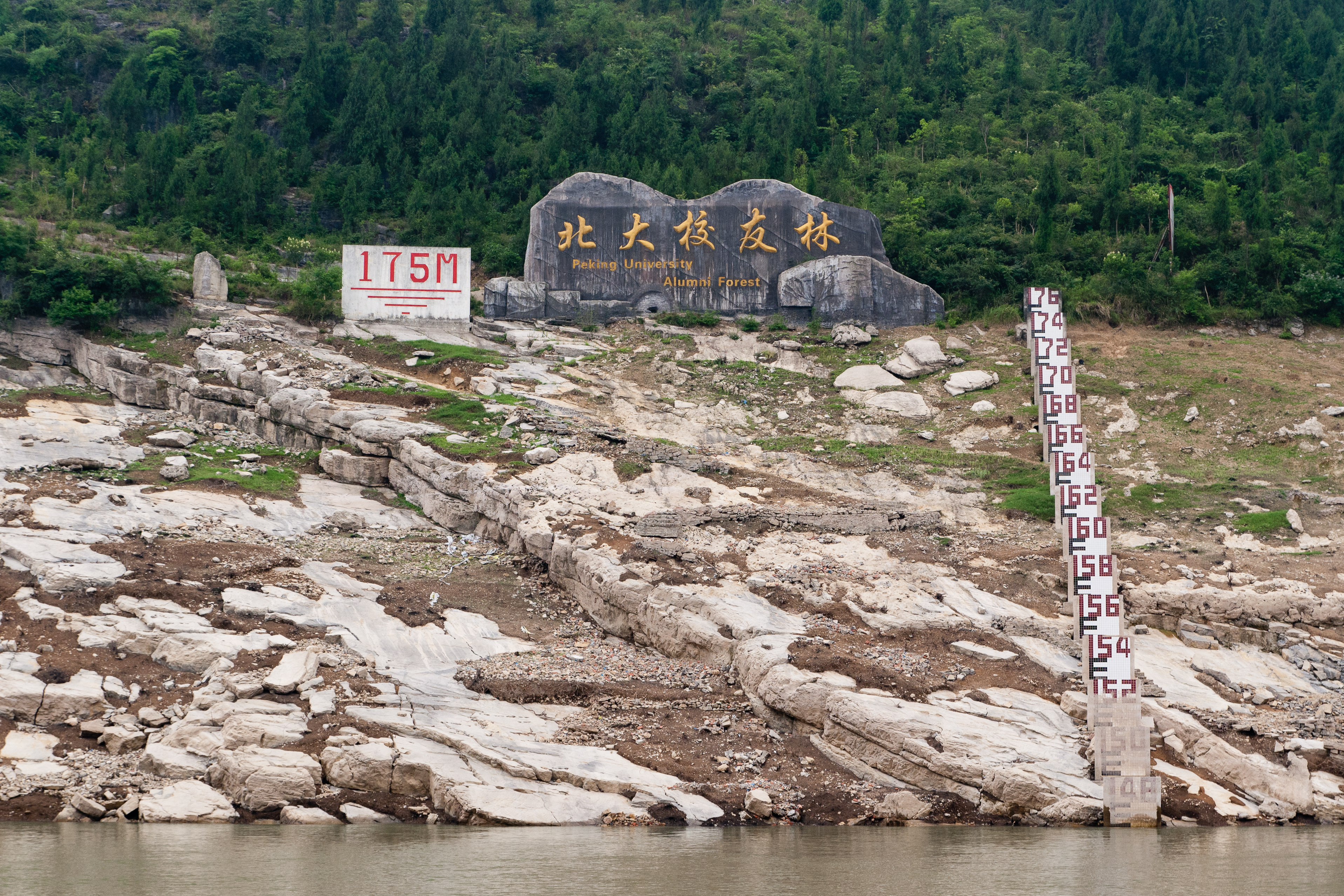
Marca de inundación de la presa.

Una función importante de la presa es el control de las inundaciones estacionales, uno de los problemas que históricamente ha tenido el río Yangtsé. Millones de personas viven aguas abajo de la presa, en muchas de las grandes ciudades importantes cómo Wuhan, Nankín, y Shanghái situadas junto al río. Junto al río hay grandes extensiones de tierra de cultivo y la zona industrial más importante de la China.
La capacidad de almacenamiento de inundaciones del embalse es de 22 kilómetros cúbicos. Esta capacidad reduce la frecuencia de las grandes inundaciones aguas abajo de una vez cada diez años a una vez cada 100 años. Se prevé que la presa minimice el efecto de incluso una gran inundación. En 1954, el río inundó 193 000 km², provocando la muerte de 33 169 personas y forzando el traslado de 18 884 000 personas. La inundación cubrió Wuhan, una ciudad de ocho millones de personas, durante más de tres meses, y la línea de ferrocarril de Jingguang estuvo fuera de servicio durante más de 100 días. Si hubiera una inundación como las del 1954, que movieron 50 kilómetros cúbicos de agua, la presa sólo podría desviar el agua por encima de Chenglingji, desviando entre 30 a 40 km³. Así mismo, la presa no protege contra algunos de los grandes afluentes aguas abajo, incluyendo los de Xiang, Zishui, Yuanshui, Lishui, Hanshui, y el Gan.
En 1998, una inundación en la misma zona causó daños valorados en la pérdida de billones de dólares, puesto que 2039 km² de las tierras agrícolas que se inundaron. La inundación afectó además de 2,3 millones de personas, provocando la muerte de 1526 personas.
Las inundaciones de principios de agosto de 2009 supusieron una prueba de fuego por la presa, puesto que era la inundación más grande que hasta aquel momento había sufrido. La presa limitó el caudal a menos de 40 000 metros cúbicos por segundo, elevando el nivel de aguas arriba de 145,13 metros el 1 de agosto de 2009, a 152,88 el 8 de agosto de 2009. Unos 4,27 kilómetros cúbicos de agua fueron capturados y el caudal del río fue rebajado hasta los 15 000 metros cúbicos por segundo.
La presa descarga su reserva durante la temporada seca entre diciembre y marzo de cada año. Esto aumenta la velocidad del agua del ríe aguas abajo, y provee de agua dulce para uso agrícola e industrial. También mejora las condiciones del tránsito fluvial de barcos. El nivel del embalse cae de los 175 m a los 145 m, preparando la temporada de lluvias. El agua también alimenta la presa de Gezhouba río abajo.
Desde el llenado del embalse en el 2003, la presa de las Tres Gargantas suministra un extra de 11 kilómetros cúbicos de agua dulce a las ciudades y las granjas de aguas abajo durante la estación seca.

Durante las inundaciones del sur de la China de 2010, en julio, las entradas a la presa de las Tres Gargantas llegaron al máximo de 70 000 m³/s, superior al máximo durante las inundaciones del río Yangtsé de 1998. El embalse de la presa subió casi 3 m en 24 horas y redujo el caudal de salida de 40 000 m³/s en las descargas de aguas abajo, aliviando los impactos graves al curso mediano y bajo.

## Navegación por el embalse

### Esclusas

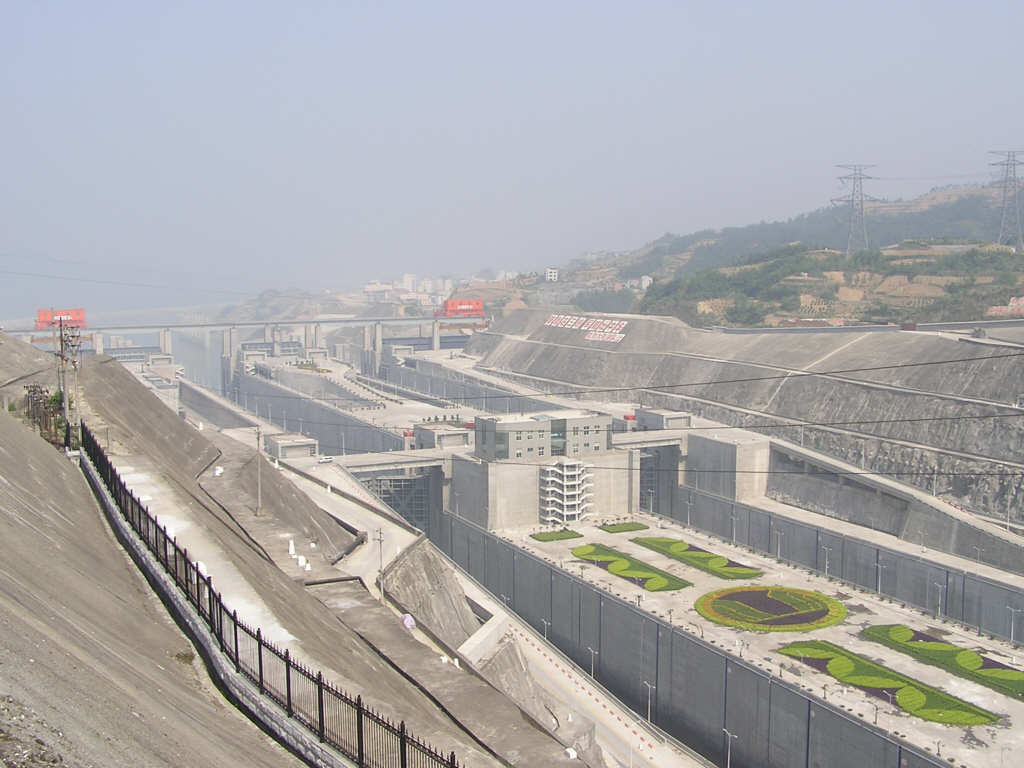
Esclusas para facilitar la navegación fluvial, mayo del 2004.

Las esclusas sirven para aumentar la navegación fluvial desde diez a 100 millones de toneladas anualmente, y reducir los costes de transporte entre un 30 y un 37 %. La navegación fluvial es más segura por las esclusas, puesto que las gargantas son muy peligrosas para navegar. Los barcos de construcción mucho más profunda podrán navegar 2400 km aguas arriba desde Shanghái hasta Chongqing. Se prevé que el transporte marítimo de Chongqing se incremente en cinco veces.
Cerca de la presa hay dos series de esclusas de barcos instaladas, (30°50′12″N 111°1′10″E / 30.83667, 111.01944) cada una de las cuales consta de cinco etapas y tarda unas cuatro horas a hacer el tránsito. Está preparada por barcos de una medida máxima de 10 000 toneladas. Las esclusas son de 280 m de largo, 35 m de ancho, y 5 m de profundidad. Es 30 m más largo que las que hay en la vía marítima del San Lorenzo, pero la mitad de profunda. Antes de construirse la presa, la capacidad máxima de carga en la zona de las Tres Gargantas fue de 18,0 millones de toneladas por año. Del 2004 al 2007, un total de 198 millones de toneladas de carga pasaron a través de las esclusas. La capacidad de carga del río aumentó a seis veces y el coste del transporte en barco se redujo un 25 %. La capacidad total de las esclusas de barcos está prevista al llegar a las 100 millones de toneladas por año.
Estas esclusas son de tipos escala, mediante el cual el par de compuertas interiores sirven al mismo tiempo de puerta superior e inferior. Cómo que hay diferentes conjuntos de esclusas para el tránsito ascendente y descendente, este sistema es más eficiente que las esclusas por escalera bidireccionales.

### Ascensores de barcos
Además de las esclusas de canales, está en construcción un ascensor de barcos, un tipo de ascensor para embarcaciones. El elevador de barcos está diseñado para ser capaz de levantar barcos de hasta 3000 toneladas. Según los planes originales tenía que haber un elevador con capacidad para levantar 11 500 toneladas en embarcaciones. La distancia vertical recorrida tenía que ser de 113 metros, y la medida de la cuenca de la nave del ascensor sería de 120 x 18 x 3,5 metros. Cuando esté terminado, el elevador de barcos necesitará de 30 a 40 minutos para el tránsito. Antes de estas obras tarda entre tres y cuatro horas a pasar a través de las esclusas. Un factor que complica la situación es que el nivel del agua puede variar considerablemente. El elevador de barcos trabajará siempre que los niveles de agua varían de 12 metros a la parte inferior, y 30 metros en la superior.
El elevador de barcos todavía no estaba acabado cuando el resto del proyecto se inauguró oficialmente el 20 de mayo de 2006.
En noviembre de 2007 se informó a los medios locales que la construcción del elevador de barcos se iniciaría en octubre de 2007 y estaría acabado en 2014.
En febrero de 2012, Xinhua informó que las cuatro torres que soportan el elevador de barcos ya casi estaban acabadas, que la más avanzada había logrado una altura de 189 metros de los 185 previstos, que el junio de 2012 se acabarían los trabajos de hormigonado y que el elevador estaría acabado el 2015.
El ascensor de la presa, el más grande del mundo diseñado para embarcaciones, empezó su funcionamiento en 2016, lo que según la prensa oficial significó el final de 23 años de trabajos en la presa. La estructura permite a barcos con un desplazamiento máximo de 3000 toneladas, superar un desnivel de unos 113 m, los que separan el nivel del río antes y después de la presa.

### Barcos por raíles
Hay planes para la construcción de una vía de tren corta cercana a la zona de la presa. Se construirían dos líneas férreas cortas, una a cada lado del río. La línea de ferrocarril de 88 km norteño (北岸翻坝铁路) pasaría por las instalaciones portuarias de Taipingxi (太平溪港) al lado norte del Yangtsé, aguas arriba de la presa y a través de la Estación de ferrocarril del este de Yichang hasta las instalaciones portuarias de Baiyang Tianjiahe en la ciudad de Baiyang (白洋镇), por debajo de Yichang. La línea de tren del lado sur, (南岸翻坝铁路) de 95 km de longitud, saldría de Maoping (aguas arriba de la presa) y a través de la Estación de ferrocarril del sur de Yichang llegaría a Zhicheng (en la línea de Jiaozuo–Liuzhou).
A finales de 2012 se iniciaron los trabajos preliminares a lo largo de los dos futuros ejes ferroviarios.

## Controversia

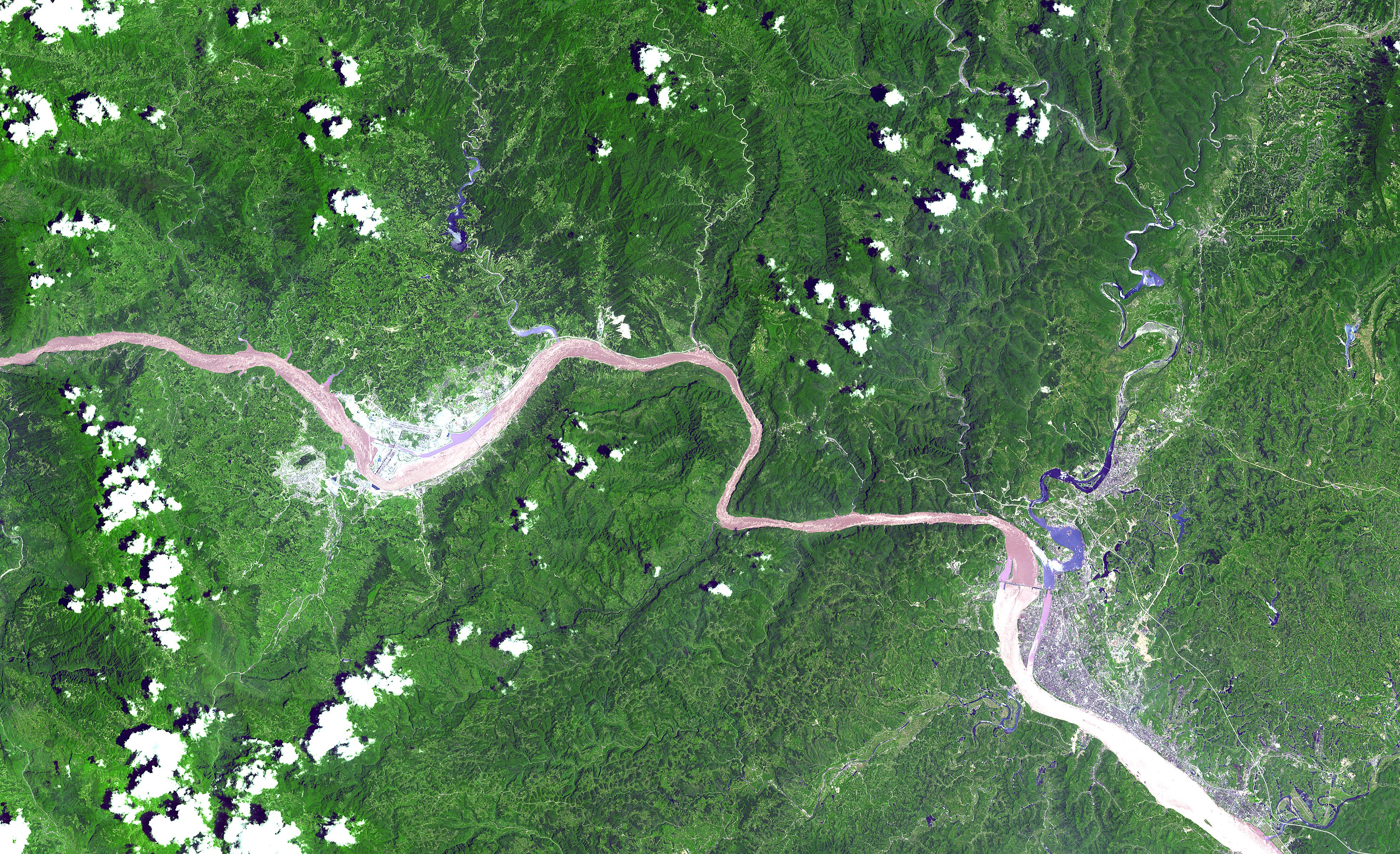
La presa desde el espacio.

Tanto el Banco Mundial, como diversas organizaciones no gubernamentales y algunos países han criticado la obra desde el principio. Los motivos han sido diversos, no sólo relacionados con el impacto ambiental que supone, sino también por los altos niveles de corrupción a la hora de gestionar los fondos, sobre todo aquellos fondos destinados a llevar a cabo la más grande reubicación de personas de la historia debida a causas de desarrollo. Muchos científicos han criticado esta construcción debido al gran impacto ambiental que representa. Dai Qing, escritora y ecologista china, fue una de las primeras personas que levantó la voz desde el interior, iniciando las actividades de protesta con la realización del documento Yangtsé-Yangtsé!. Fue detenida durante años acusada de ser una de las instigadoras de las protestas de la plaza de Tian'anmen de 1989, y su libro fue prohibido.

### Pérdidas arqueológicas
La inundación de las tierras provocó grandes pérdidas de objetos de relevancia histórica alrededor del río. Quedaron por debajo del nivel de las aguas elementos de la era Paleolítica, restos fósiles, asentamientos del Neolítico, entierros ancestrales, tumbas aristocráticas y obras de las dinastías Ming y Qing. En el año 1995 se inició una carrera contra reloj para poder salvar el número más grande posible de estos elementos.
El embalse, que tiene una longitud de 600 km, inundó unas 1300 zonas arqueológicas y alteró la apariencia de las Tres Gargantas, puesto que el nivel del agua subió además de 91 metros. Los objetos con relevancia cultural e histórica que se pudieron recuperar se trasladaron a zonas más altas a medida que se iban descubriendo, pero las inundaciones inevitablemente cubrieron las que no se habían recuperado. Algunos de los que fueron localizados no se pudieron trasladar debido a su ubicación, medida o diseño. Un ejemplo significativo es la zona de ataúdes colgantes a la Garganta de Shen Nong que es parte de los acantilados.

### Seguridad nacional
Taiwán usó la destrucción de la presa como una política de disuasión para defenderse de China, según informó el Departamento de Defensa de los Estados Unidos. En concreto, indicó que “los proponentes de ataques contra el continente parecen esperar que la mera presentación de amenazas creíbles contra la población urbana de la China continental u objetivos de alto valor, como la presa de las Tres Gargantas, disuadiría la coacción militar china”.
La información según la cual las fuerzas militares en Taiwán planeaban destruir la presa provocó una airada respuesta de los medios de comunicación de la China continental. El General del Ejército Popular de Liberación Liu Yuan declaró al China Youth Daily que la República Popular de la China estaría "seriamente en guardia contra las amenazas de terroristas independentistas de Taiwán".

### Integridad estructural
Días después de que se llenara el embalse por primera vez se observaron unas 80 grietas en la estructura de la presa. Por otro lado, la estructura de las compuertas abocadores de agua sumergidas podrían suponer un riesgo de cavitación similar al que dañó severamente los vertederos de agua mal diseñados y que afectaron la presa de Glen Canyon, en el estado de Arizona, que no pudieron soportar las inundaciones del río Colorado de 1983. Sin embargo, las 163 000 unidades de hormigón de la presa de las Tres Gargantas pasaron las pruebas de calidad y la deformación estaba dentro de los límites previstos. Un grupo de expertos concluyó que el proyecto en su conjunto se merecía recibir una calificación de buena calidad.

### Desplazados y sin casa
La presa de las Tres Gargantas forzó el desplazamiento de 1,24 millones de personas hasta junio de 2008. De las doce ciudades que han quedado sumergidas, las últimas ha sido Gaoyang, en la provincia de Hubei, donde vivían alrededor del 1,5 % de los 60,3 millones de habitantes de la provincia, y el término municipal de Chongqing que tenía 31,44 millones de personas. Alrededor de 140 000 residentes fueron reubicados en otras provincias. Al menos 10,2 millones de personas han perdido casa suya por la construcción de presas en toda China desde 1949. El principal inconveniente para muchos de los desplazados de las Tres Gargantas es la pérdida de su fuente de ingresos: los terrenos de cultivo. Un 35 % de los recolocados son agricultores sin tierra. En las zonas más altas de las Tres Gargantas, donde se ha desplazado la mayoría de población, el cultivo se hace más difícil porque el relevo es montañoso y la calidad del suelo es mala. Esta monumental obra dejó bajo el nivel de las aguas 19 ciudades y 322 pueblos, afectando a casi 2 millones de personas y sumergiendo unos 630 km² de superficie del territorio chino.
Además, desde la presa hasta el final del embalse, la orilla del Yangtsé es un tipo de entramado de estacadas de cemento que cubren la base de las zonas con riesgo alto de erosión del suelo. Los desprendimientos son consecuencia de la creciente presión de la demasiada de agua, la deforestación que sufre el río desde hace siglos y el efecto de la construcción de nuevas ciudades sobre un terreno ya de por sí inestable. Con estas condiciones, el gobierno central ha informado que hace falta reubicar cuatro millones de personas más por la carencia de espacio. El desplazamiento de la población se completó el 22 de julio de 2008. Algunos informes del 2007 indicaban que el término municipal de Chongqing hará que cuatro millones de personas más decidan alejarse de la presa de la zona urbana de Chongqing hasta 2020.
Sin embargo, el gobierno municipal defiende que el traslado se debe en la urbanización, y no a la presa, y las personas involucradas también son otras zonas del municipio.
Se afirma que los fondos para la reubicación de 13 000 agricultores de todo Gaoyang desaparecieron después de ser enviados a los gobiernos locales, dejando a los residentes sin compensación. En total, la obra, deja bajo el nivel de las aguas 12 ciudades y 326 pueblos, una superficie de 630 km² de territorio chino, afectando un total de 1,24 millones de personas.

### Contaminación y navegabilidad
En Wuhan (provincia de Hubei), una ciudad de siete millones de habitantes situada a 350 kilómetros pasada la presa, el 2009 el nivel del agua del río fue lo más bajo de los últimos 140 años, a pesar de que había sido un invierno de fuertes precipitaciones. La razón principal fue el esfuerzo para llenar rápidamente el embalse de las Tres Gargantas y el aumento del consumo urbano. El Yangtsé circulaba 15 metros por debajo del nivel que tenía el año pasado por las mismas fechas. La situación era tal que el alcantarillado desembocaba al río a la vista de todo el mundo. Además, la preocupación por el estado del río no era sólo exclusiva de la China: universidades del Japón presentaron pruebas que el embalse estaba alterando las corrientes marinas y el ecosistema del mar de China, donde desemboca.

## Presas río arriba

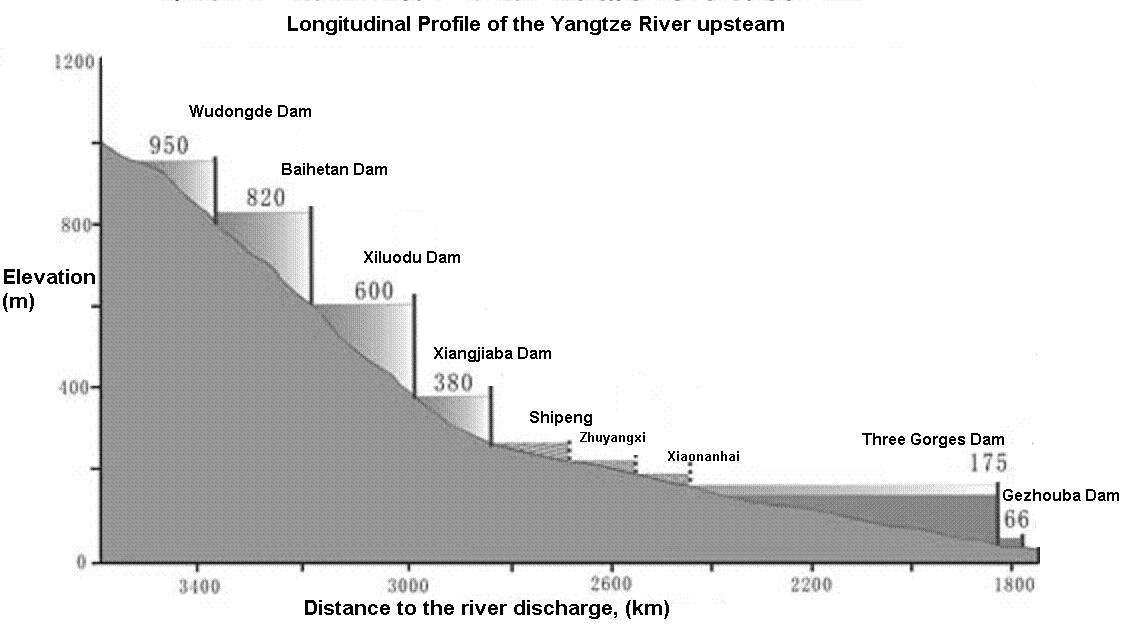
Perfil longitudinal de aguas arriba del río Yangtsé.

Las autoridades quieren construir una serie de presas aguas abajo de Jinsha para maximizar la utilidad de las Tres Gargantas y reducir la sedimentación del río Jinsha, aguas arriba del río Yangtsé antes de llegar a Yibin (Sichuan). Entre estas nuevas presas proyectadas hay la presa de Wudongde, la presa de Baihetan, la presa de Xiluodu y la presa de Xiangjiaba. La capacidad total de las cuatro presas es de 38 500 MW, casi el doble de la capacidad de las Tres Gargantas. Xiluodu y Xiangjiaba están en construcción, mientras que Baihetan se está preparando para la construcción y a Wudongde le falta la aprobación del gobierno. Ocho presas más son en medio de la corriente del Jinshan y ocho más aguas arriba.